# ダイエー八王子店
ダイエー八王子店（ダイエーはちおうじてん）は、かつて東京都八王子市横山町四丁目に存在したダイエーの店舗。総合スーパー (GMS) と専門店からなるショッピングセンター形式の大型店舗であった。店番号は0190。ネットスーパー取扱店舗。

## 概要
国道20号（甲州街道）に面して立地していた。建物は地上9階・地下2階建て。
開業当初の店舗名は「八王子ショッパーズプラザ」で、ダイエーのショッピングセンターの店舗ブランド「ショッパーズプラザ」を使用していた。大規模小売店舗法（大店法）施行以降は「八王子ショッパーズプラザ」名称を使用せず、店舗名として「ダイエー八王子店」を使用していた。ただし八王子市への届出上のSC名称は「八王子ショッパーズプラザ」であった。
2010年には40年ぶりとなる売場改装を行った。2012年2月6日からネットスーパーの取扱が開始された。
建物の老朽化に伴い、2015年2月15日をもって閉店。閉店にあたっては、閉店と解雇に反対するストライキが決行された。
閉店後は建物を取り壊し、跡地に新たな建物が建設された場合には再出店も検討していた。建物は2015年11月下旬より解体が開始され、翌2016年7月下旬の解体工事完了後、東京建物により17階建ての店舗付きタワーマンションが建設されることとなった。
跡地には、分譲マンション「ブリリアタワー八王子」が2019年に竣工、1階には株式会社ダイエーが「イオンフードスタイル八王子店」（店番号は0876）を同年3月28日に再出店した。

## フロア構成
スーパーマーケット「daiei」と14の専門店があった。6階から8階には専門店がテナントとして入居していたが、テナント退去後は閉鎖され立入禁止となっていた。ただし6階はイベント時などに開放される場合があった。 
かつてはドムドムハンバーガーが出店していた。ドムドム閉店後にマクドナルドが出店したが、ダイエー八王子店の閉店前に閉店している。
| 階      | フロア概要       |
| ------- | ---------------- |
| 8階     | 立入禁止         |
| 7階     | 立入禁止         |
| 6階     | 立入禁止         |
| 5階     | 専門店のフロア   |
| 4階     | 専門店のフロア   |
| 3階     | 紳士衣料品フロア |
| 2階     | 婦人衣料品フロア |
| 1階     | 美と健康のフロア |
| 地下1階 | 食品のフロア     |

## アクセス
- JR八王子駅北口より徒歩6分[8]。
- 西東京バス・京王電鉄バス「横山町」停留所前

## 当店が登場する作品
- 干物妹!うまるちゃん - 八王子を舞台としたギャグ漫画。第103話「うまるとデパート」および、アニメ版第2期「干物妹！うまるちゃんR」第9話「干物妹と思い出」で、当店をモデルにしたデパートが登場する。